# 太阳质量

大恒星的體積和質量（從左到右）：手槍星（藍，80-150 ，306 ）、仙后座ρ（黃，14-30 ，400-500 ）、參宿四（紅，7.7–20 ，950–1200 ）和大犬座VY（紅，9-25 ，1300-1540 ）。圖片左側的三條橢圓弧線分別代表地球軌道（灰）、木星軌道（紅）和海王星軌道（藍）。太陽（1 ）因比例關係在此縮略圖中不可見，放大為原圖後大小為1像素。

太阳质量（符號為M☉）是天文学上用于表示恒星、星团或星系等大型天体质量的质量单位，定义为太阳的质量，约为2×1030公斤，表示为:
{\displaystyle 1\,M_{\odot }=(1.98855\ \pm \ 0.00025)\ \times 10^{30}{\hbox{ kg}}}
1个太阳质量是地球质量的333000倍。
太陽質量也可以用一年的时间長度、地球和太陽的距離天文單位和萬有引力常數(G)的形式呈現：
{\displaystyle M_{\bigodot }={\frac {4\pi ^{2}\times (1{\rm {AU}})^{3}}{G\times (1{\rm {yr}})^{2}}}},
現在，天文單位和萬有引力常數的數值都已經被精確的測量，然而，還是不太常用太陽質量來表示太陽系的其他行星或聯星的質量；只在大質量天體的測量上使用。現今，使用行星際雷達已經測出很準確的天文單位和" G "，但是太陽質量在習俗中仍然繼續被當成天文學歷史上未解的謎題來探究。

## 延伸讀物
- Sackmann, I.‐Juliana; Boothroyd, Arnold I. . The Astrophysical Journal. 2003-02, 583 (2): 1024–1039  [2020-10-24]. Bibcode:2003ApJ...583.1024S. ISSN 0004-637X. arXiv:astro-ph/0210128 . doi:10.1086/345408. （原始内容存档于2021-02-19） （英语）.